# Topojan
Topojan là một xã trong quận Kukës thuộc hạt Kukës, Albania. Dân số năm 2005 là 3561 người.